# Mitchell River (Golf von Carpentaria)
Der Mitchell River ist ein Fluss in der Region Far North Queensland im Norden des australischen Bundesstaates Queensland.

## Name
Den Mitchell River benannte der preußische Entdecker Ludwig Leichhardt auf seiner ersten Australienexpedition von der Moreton Bay nach Port Essington am 16. Juni 1845 nach dem britischen Sir Thomas Livingstone Mitchell, dem Obersten Landvermesser von New South Wales.

## Geographie

### Verlauf
Der Fluss entspringt in den Atherton Tablelands, rund 50 Kilometer nordwestlich von Cairns und durchquert die Kap-York-Halbinsel von Mareeba zum Golf von Carpentaria.
Das Einzugsgebiet des Mitchell River beträgt 71.757 km². Er liefert die größte Wassermenge aller Flüsse in Queensland, aber sie schwankt stark, sodass der Fluss einen Teil des Jahres sogar trocken liegt. Der Lake Mitchell ist der wichtigste Wasserspeicher am Fluss.

### Nebenflüsse mit Mündungshöhen
Der Fluss hat folgende Nebenflüsse:
- Dora Creek – 362 m
- Rifle Creek – 360 m
- Charcoal Creek – 357 m
- Mary Creek – 351 m
- Pennyweight Creek – 340 m
- McLeod River – 327 m
- Wolstencroft Creek – 304 m
- Hodgkinson River – 248 m
- Little Watson Creek – 246 m
- Thirsty Creek – 227 m
- Big Watson Creek – 227 m
- St. George River – 190 m
- Dry River – 162 m
- Running Creek – 161 m
- Boomer Creek – 157 m
- Packhorse Creek – 153 m
- Blackfellow Creek – 153 m
- Emu Creek – 151 m
- Camp Creek – 149 m
- Little Mitchell River – 147 m
- Rocky Creek – 131 m
- Reid Creek – 122 m
- Walsh River – 116 m
- Brown Creek – 116 m
- Sandy Creek – 110 m
- Bull Creek – 98 m
- Lynd River – 98 m
- Lagoon Creek – 94 m
- Rosser Creek – 76 m
- Palmer River – 63 m
- Mosquito Creek – 58 m
- Kilpatrick Creek – 39 m
- Burrum Channel – 35 m
- Alice River – 15 m
- Mottle Creek – 15 m

### Durchflossene Seen
Er durchfließt folgende Seen:
- Lake Mitchell – 375 m

## Hydrologie
Der Mitchell River und seine Nebenflüsse haben lange Zeit ihren Weg nach Westen durch die wilden, verwitterten Hochebenen der Great Dividing Range gegraben und haben Sedimente fortgeschwemmt, die sich in den weiten Flussauen und Feuchtgebieten des Gulf Country abgelagert haben.
Die Flüsse „pulsieren“ jedes Jahr mit den Monsunregen und sammeln in der Regenzeit das Wasser der tropischen Regenwälder des Hochlandes im Osten, der feuchten Hartlaubwälder der zentralen Hochebenen, etlicher lichter Wälder und der Savannen im Westen. Sie überschwemmen jährlich das Watt, die Feuchtgebiete, die Ästuare und die Mangrovenwälder im Unterlauf des Mitchell River und in den Küstenebenen mit Frischwasser.

## Fauna und Flora

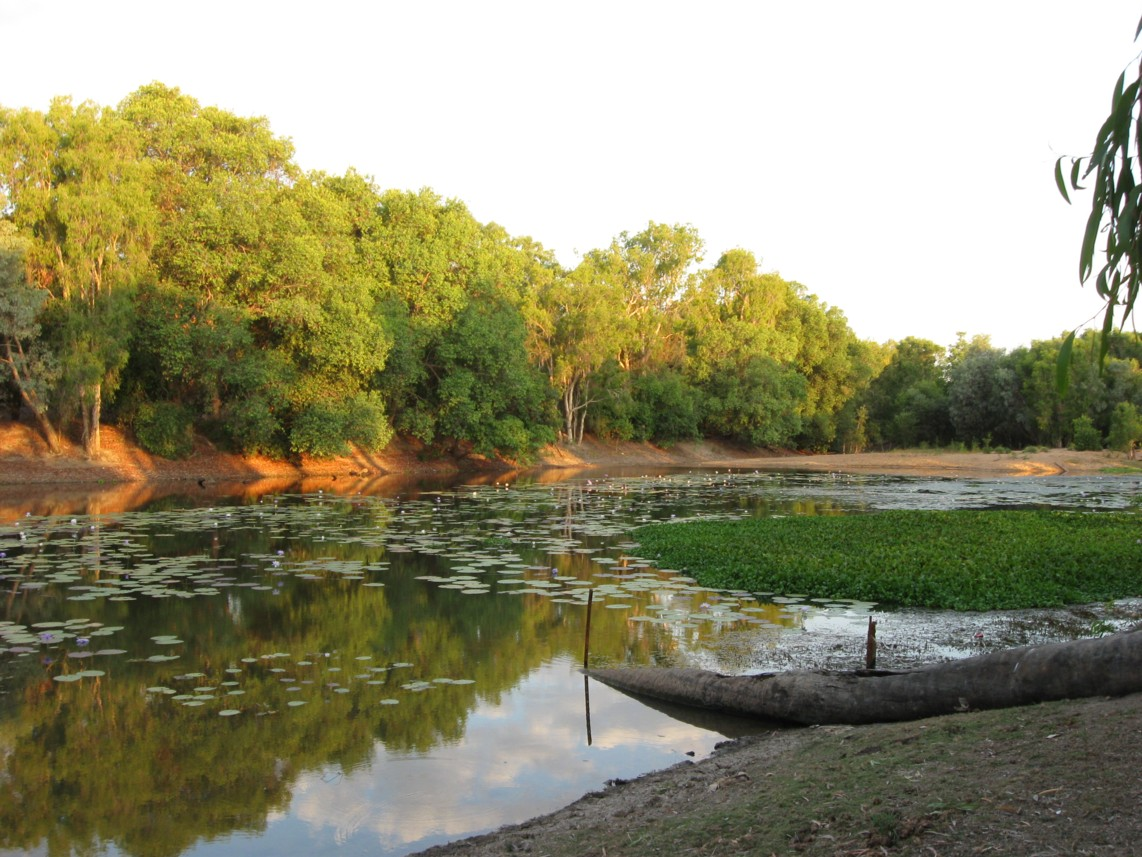
„Reiche Vielfalt aquatischer Lebensräume“ – die Magnificent Lagoon bei der Kleinstadt Kowanyama

Das Flusssystem Mitchell River beherbergt eines von Australiens ökologisch am meisten differenzierten aquatischen Systemen, das sowohl aus feuchten, als auch aus trockenen monsunbeeinflussten Lebensräumen besteht.
Die Ökologie des Einzugsgebietes wird allgemein wie folgt beschrieben:

„Die Vegetation im Einzugsgebiet des Mitchell River variiert von den als Welterbe geschützten feuchten, tropischen Regenwäldern im östlichen Hochland bis zu den Savannen im Westen und den Ebenen des Unterlaufes. Die ausgedehnten Mangrovenwälder und Lagunensysteme im Delta des Mitchell River sind weltweit als einmalig anerkannt. Am Oberlauf sorgen Quellen und Wasserlöcher für eine ganzjährige Wasserführung …“

Das ökologisch diversifizierte Flusssystem ist zwar noch größtenteils unerforscht, aber man kennt mindestens 18 seltene, gefährdete oder empfindliche Tierarten dort, wie z. B. den Goldschultersittich, die Gouldamadine und den Nördlichen Bettong (Bettongia tropica). Die Flussmündung liegt in der Gulf Plains Important Bird Area.

## Siedlungen
Die wichtigsten (Klein)städte im Einzugsgebiet des Mitchell River sind Kowanyama, Chillagoe, Duimbulah, Mount Carbine und Mount Molloy. Weitere Siedlungen sind Mutchilba und Almaden.

## Nationalparks
Folgende Nationalparks liegen im Einzugsgebiet des Mitchell River:
- Hann-Tableland-Nationalpark
- Errk-Oykangand-Nationalpark (früher Mitchell-Alice-Rivers-Nationalpark)
- Chillagoe-Mungana-Caves-Nationalpark
- ein Teil des Bulleringa-Nationalparks im Süden
- der größte Teil des Forty-Mile-Scrub-Nationalparks